# HLA-B61
HLA-B61 هو نمط مصلي من مستضد الكريات البيضاء البشرية-ب.